# 托马斯·唐尼隆
托马斯·唐尼隆（英語： 1955年5月14日—）美国律师、商人，前政府官员，2010年至2013年担任奥巴马政府的总统国家安全事务助理，此前担任总统国家安全事务助理兼副顾问，唐尼隆也曾在卡特政府和克林顿政府中任职。

## 荣誉

### 外国勋章奖章
- 旭日大绶章（日本，2022年11月3日公布[1]）